# JMEV 01
SSC SC-01 – elektryczny samochód sportowy klasy kompaktowej opracowany przez chińskie przedsiębiorstwo Small Sports Car oraz produkowany pod marką JMEV jako JMEV 01 w 2025 roku.

## Historia i opis modelu

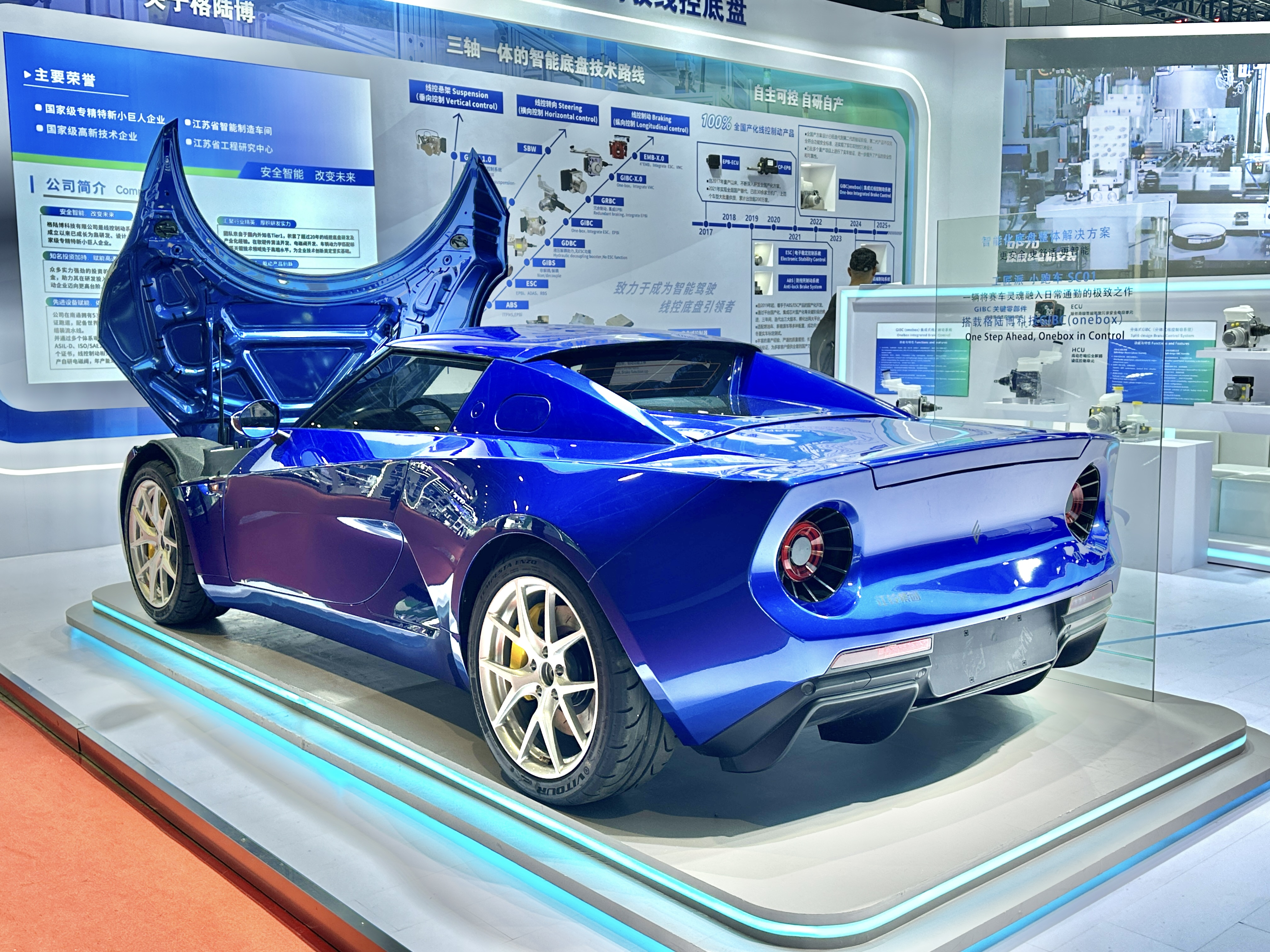
JMEV 01 - tył

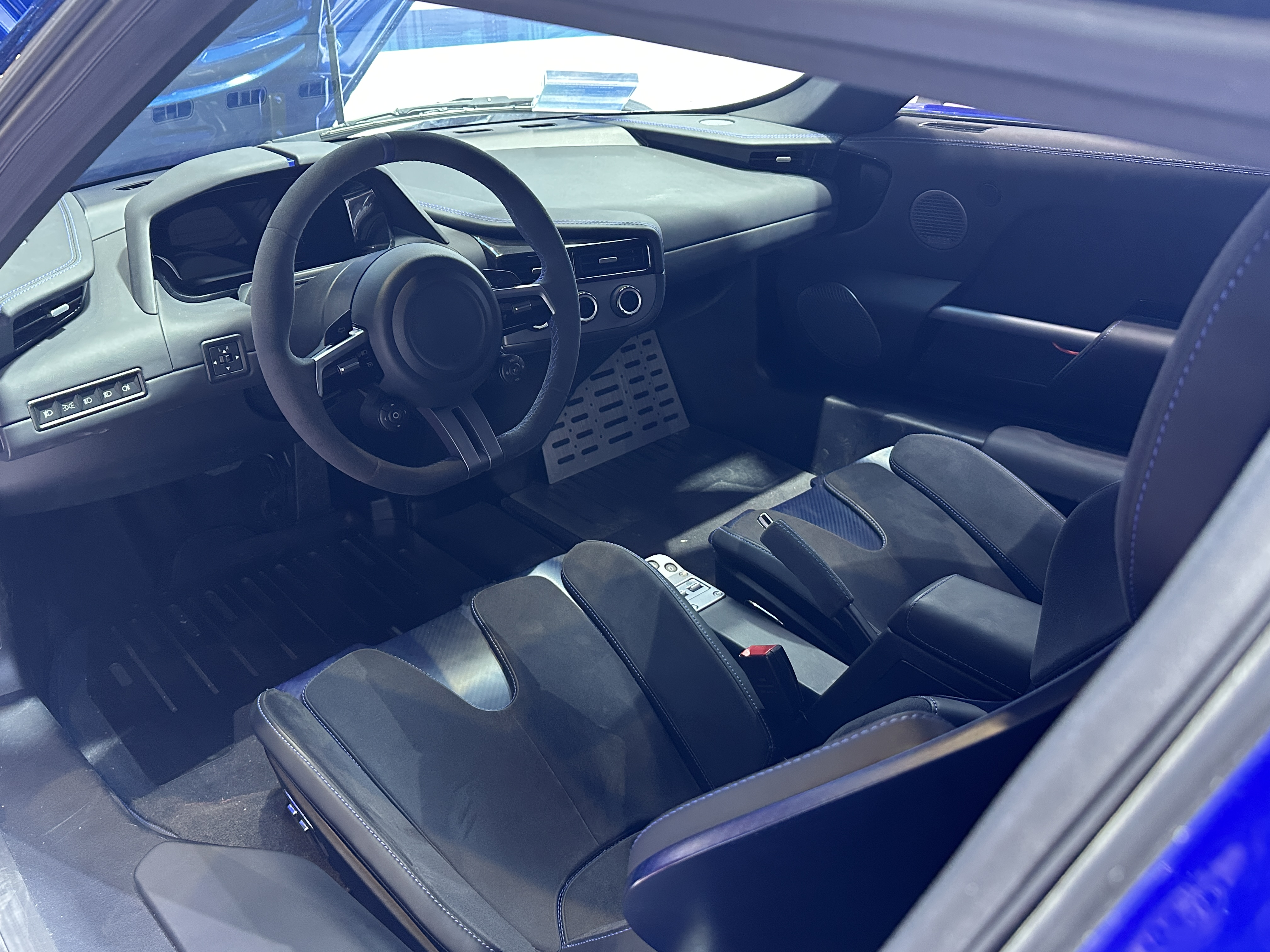
JMEV 01 - kokpit

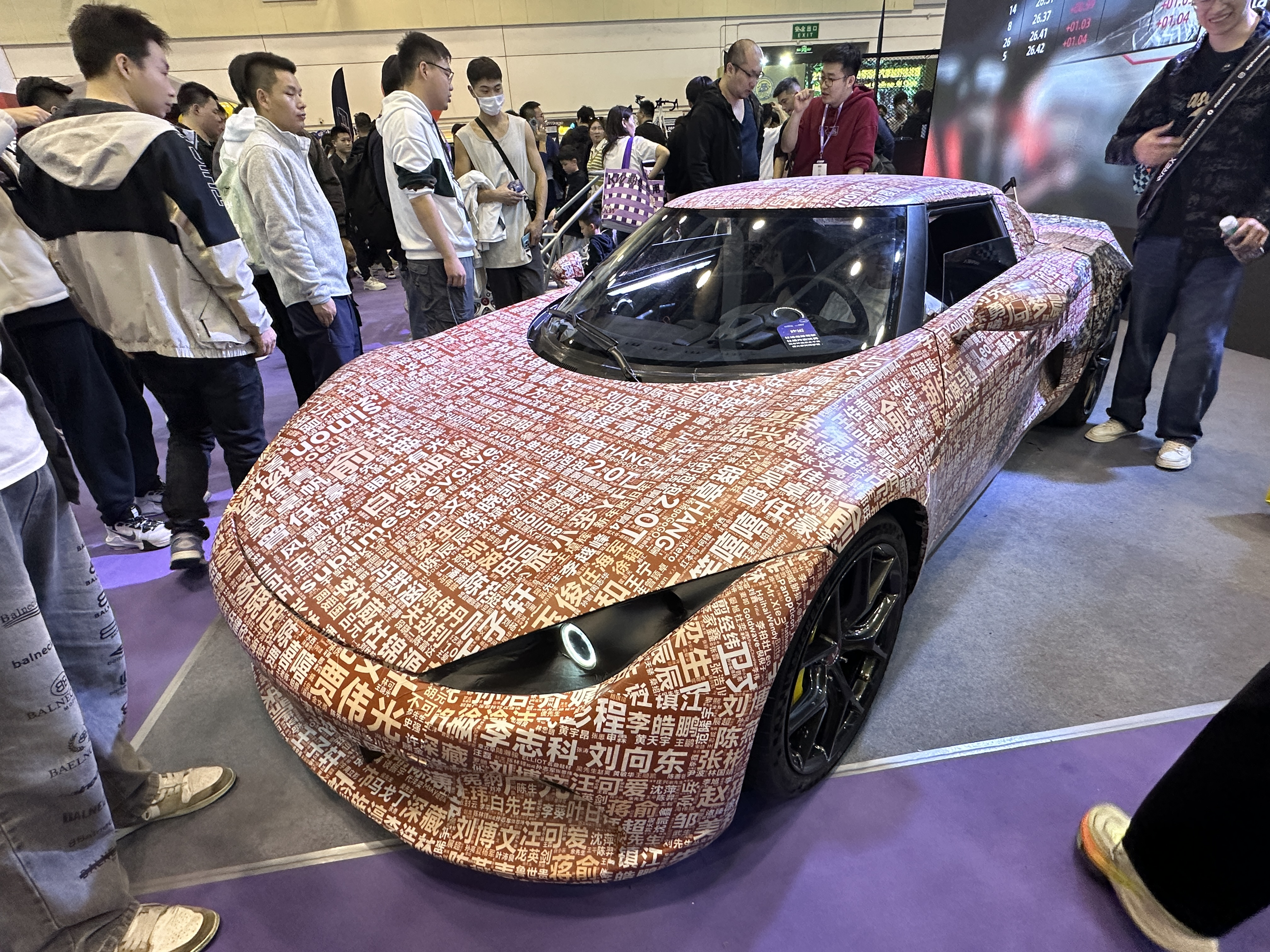
przedprodukcyjny SSC SC-01

We wrześniu 2022 chińska firma tuningowa Tianjin Gongjiangpai Auto Technology, dzięki dużemu finansowaniu ze strony chińskiego giganta technologicznego Xiaomi, przedstawiła przedprodukcyjny egzemplarz pierwszego samochodu swojej marki SSC - niewielkie elektryczne coupe SC-01. Samochód zyskał agresywną stylizację ze szpiczastym, smukłym nadwoziem z wąskimi reflektorami oraz charakterystycznymi, okrągłymi lampami tylnymi.
Projekt kabiny pasażerskiej utrzymany został w surowym, minimalistycznym wzornictwie, z ekranem cyfrowych wskaźników jako jedynym w kabinie oraz niewielką konsolą centralną tworzoną przez fizyczne przyciski i komplet nawiewów zwróconych do kierowcy.
Producent szczyci się skutecznością układu hamulcowego SC-01, która ma być wyższa od tego stosowanego w Porsche 911 GT3. Testy przedprodukcyjnych prototypów egzemplarzy odbywały się w ekstremalnych pustynnych warunkach pogodowych prowincji Sinciang.

### Sprzedaż
Próbna produkcja SSC SC-01 rozpoczęła się w styczniu 2024 roku, półtora roku po prezentacji, i skoncentrowała się na klientach, którzy wpłacili na przestrzeni tego czasu depozyty w kwocie równowartości 50 tysięcy dolarów. Samochód powstał z myślą o rynku chińskim, mając trafić tam do regularnej sprzedaży tuż po uruchomieniu produkcji w pierwszym kwartale 2024 z ceną 300 tysięcy juanów za podstawowy wariant. Samochód w założeniu miał być przystępny cenowo. Pierwotnych założeń nie udało się zrealizować, decydując się w styczniu 2025 pozyskać licencję produkcyjną od innej firmy JMEV i włączyć SC-01 do jej portfolio pod nazwą JMEV 01.

### Dane techniczne
SSC SC-01 jest samochodem w pełni elektrycznym, do którego napędu wykorzystane są dwa silniki napędzające obie osie pojazdu. Moc układu napędowego wyniosła ok. 430 KM przy 560 Nm maksymalnego momentu obrotowego, z kolei sprint od 0 do 100 km/h wyniósł 3,5 sekundy. Bateria o pojemności 60 kWh ma zapewniać do 520 kilometrów zasięgu na jednym ładowaniu w cyklu mieszanym, pozwalając na uzupełnienie od 30 do 80% baterii w 25 minut.